# 弗朗切斯科·贝泰拉
弗朗切斯科·贝泰拉（義大利語：Francesco Bettella，1989年3月23日—），意大利男子游泳运动员。他曾代表意大利参加2012年、2016年和2020年夏季残疾人奥林匹克运动会游泳比赛，获得二枚银牌和二枚铜牌。